# جاناتان بل لاولیس
جاناتان بل لاولیس (انگلیسی: Jonathan Bell Lovelace؛ زاده ۱۸۹۵ – درگذشته ۱۹۷۹) کارآفرین، سرمایه‌دار و سرمایه‌گذار آمریکایی بود، که در سال ۱۹۳۱ شرکت سرمایه‌گذاری کپیتال گروپ را تأسیس نمود. در حال حاضر (۲۰۱۴) سرمایه تحت مدیریت شرکت کپیتال گروپ، بالغ بر ۱٫۱ تریلیون دلار برآورد می‌شود. 